# 九州農政局
九州農政局（きゅうしゅうのうせいきょく）は、熊本市にある農林水産省の地方支分部局で、九州全県を管轄している。

## 局内組織
- 企画調整室
- 総務部
  - 総務課
  - 人事課
  - 経理課
  - 管財課
  - 厚生課
  - 情報推進課
- 消費・安全部
  - 消費生活課
  - 表示・規格課
  - 安全管理課
- 生産部
  - 生産振興課
  - 業務管理課
  - 園芸特産課
  - 畜産課
  - 生産技術環境課
- 経営・事業支援部
  - 担い手育成課
  - 事業戦略課
  - 経営支援課
  - 構造改善課
- 農村計画部
  - 農村振興課
  - 土地改良管理課
  - 資源課
  - 事業計画課
- 整備部
  - 設計課
  - 用地課
  - 水利整備課
  - 農地整備課
  - 地域整備課
  - 防災課
- 統計部
  - 統計調整課
  - 統計企画課
  - 経営・構造統計課
  - 生産流通消費統計課

## 出先機関
2015年10月1日付で地方拠点が整理され、「地域センター」から「県拠点」に改められた。
- 熊本県拠点（局内）
  - 八代駐在所（八代市古閑上町）…2019年3月で廃止[2]
- 福岡県拠点
  - 北九州駐在所（田町庁舎、大手町庁舎）…2019年3月で廃止[3]
- 佐賀県拠点
- 長崎県拠点
- 大分県拠点
- 宮崎県拠点
  - 延岡駐在所…2019年3月で廃止[4]
- 鹿児島県拠点
  - 鹿屋駐在所

## 管内事業所
- 土地改良技術事務所（熊本市東区東町）
  - 土地改良技術事務所
- 玉名横島海岸保全事業所（玉名市横島町横島）
  - 玉名横島海岸保全事業所
- 川辺川農業水利事業所（人吉市瓦屋町）
  - 川辺川農業水利事業所
- 大野川上流農業水利事業所（阿蘇郡産山村大字山鹿）
  - 大野川上流農業水利事業所